# 도요카와촌 (오사카부)
도요카와촌(일본어: 豊川村)은 일본 오사카부 시마시모군·미시마군에 설치되었던 촌이다. 현재의 이바라키시 서부, 미노오시 동부에 해당한다.

## 역사
- 1889년 4월 1일 - 정촌제 시행에 의해 시마시모군 도요카와촌이 성립하였다.
- 1896년 4월 1일 - 미시마군이 성립하여, 소속이 변경되었다.
- 1956년 12월 1일 - 도요노군 미노오정에 편입해, 동일 도요카와촌은 폐지되었다. 당일 미노오정은 시로 승격해 미노오시가 되었다.

## 교통

### 도로
현재는 구촌 지역에 오사카 모노레일 사이토선 도요카와역과 사이토니시역이 있지만, 당시에는 미개통 상태였다. 

## 참고문헌
- 大日本篤農家名鑑編纂所編『大日本篤農家名鑑』大日本篤農家名鑑編纂所、1910年。
- 『角川日本地名大辞典 27 大阪府』。